# اچ‌ام‌اس سی‌فایر (۱۹۱۸)
اچ‌ام‌اس سی‌فایر (۱۹۱۸) (به انگلیسی: HMS Seafire (1918)) یک کشتی بود که طول آن ۲۷۶ فوت (۸۴ متر) بود. این کشتی در سال ۱۹۱۸ ساخته شد.